# Michał Urbaniak (polityk)
Michał Piotr Urbaniak (ur. 24 listopada 1990 w Gdyni) – polski polityk i przedsiębiorca, poseł na Sejm IX kadencji.

## Życiorys
Ukończył studia licencjackie na kierunku bezpieczeństwo narodowe na Akademii Marynarki Wojennej, a także studia podyplomowe z zakresu zarządzania projektami w Wyższej Szkole Administracji i Biznesu im. Eugeniusza Kwiatkowskiego w Gdyni oraz z zakresu rolnictwa w Wyższej Szkole Agrobiznesu w Łomży. Został przedsiębiorcą i analitykiem w branży IT.
W 2009 wstąpił do Młodzieży Wszechpolskiej. W 2014 został członkiem Ruchu Narodowego, w ramach którego objął funkcję prezesa okręgu pomorskiego. Bezskutecznie ubiegał się o mandat radnego sejmiku pomorskiego w wyborach samorządowych w 2014 i 2018 z list Ruchu Narodowego, a także o mandat europosła w wyborach w 2019 z listy Konfederacji KORWiN Braun Liroy Narodowcy.
W wyborach krajowych w tym samym roku uzyskał mandat posła na Sejm IX kadencji. Kandydował z ramienia Konfederacji Wolność i Niepodległość w okręgu wyborczym nr 25 (Gdańsk), otrzymując 14 918 głosów. Został wybrany na jednego z 20 sekretarzy izby niższej parlamentu. W wyborach w 2023 nie uzyskał poselskiej reelekcji.
W 2024 wystartował na urząd prezydenta Gdańska z ramienia komitetu wyborczego tworzonego przez Konfederację i partię Polska Jest Jedna. Przegrał w pierwszej turze głosowania z wynikiem 4,33% głosów.

## Wyniki wyborcze
| Wybory | Komitet wyborczy                           | Komitet wyborczy                                          | Organ                                     | Okręg | Wynik          |
| ------ | ------------------------------------------ | --------------------------------------------------------- | ----------------------------------------- | ----- | -------------- |
| 2014   |                                            | Ruch Narodowy                                             | Sejmik Województwa Pomorskiego V kadencji | nr 2  | 997 (0,56%)    |
| 2018   | Sejmik Województwa Pomorskiego VI kadencji | Ruch Narodowy                                             | 477 (0,20%)                               | nr 2  |                |
| 2019   |                                            | Konfederacja KORWiN Braun Liroy Narodowcy                 | Parlament Europejski IX kadencji          | nr 1  | 5170 (0,62%)   |
| 2019   |                                            | Konfederacja Wolność i Niepodległość                      | Sejm IX kadencji                          | nr 25 | 14 918 (2,82%) |
| 2023   | Sejm X kadencji                            | Konfederacja Wolność i Niepodległość                      | 18 710 (3,04%)                            | nr 25 |                |
| 2024   |                                            | KWW Konfederaci Bezpartyjni Polska Jest Jedna Dla Pomorza | Prezydent Miasta Gdańska                  | –     | 7723 (4,33%)   |